# Батищев Іустин Миколайович
Іустин (Іустим) Миколайович Батищев (нар. 1 травня 1882, м. Аккерман Бессарабської губернії — 27 травня 1969, м. Білгород-Дністровський Одеської області) — радянський діяч, революціонер-підпільник, заступник голови Татарбунарського райвиконкому Ізмаїльської області. Депутат Верховної Ради СРСР 1-2-го скликань (1941—1950).

## Біографія
Народився 1 травня 1882 року в родині бідного селянина із села Солдатського. З одинадцятирічного віку наймитував, пас худобу. Три роки навчався у столярній майстерні. Потім працював столяром у селах Бессарабської і Херсонської губерній.
Два роки відслужив рядовим у російській імператорській армії. Після демобілізації працював у столярних майстернях Одеського юнкерського училища. З 1905 року брав участь у революційній діяльності, розповсюджував листівки серед солдатів 15-го артилерійського батальйону в Одесі. Потім переїхав до Татарбунарів, де працював столяром.
З 1914 року — у російській імператорській армії. Учасник Першої світової війни.
1918 року повернувся до Татарбунарів, працював столяром.
З 1919 року — професійний революціонер (партійна кличка — Алмазов), організатор боротьби селян Південної Бессарабії проти румунської влади. Творець мережі підпільних сільських райкомів і бойових загонів, член Південно-Бессарабського революційного комітету, один з організаторів Татарбунарського повстання вересня 1924 року.
Засуджений румунською владою на довічну каторгу після поразки Татарбунарського повстання і «процесу п'ятисот». Перебував у в'язницях Кишинева, Жилави, Окнеле Марі й Дофтану. Влітку 1940 року, після шістнадцятирічного ув'язнення, звільнений Червоною армією.
У 1940–1941 роках — завідувач відділу кадрів виконавчого комітету Татарбунарської районної ради депутатів трудящих Ізмаїльської області.
Член ВКП(б) з 1940 року.
Під час Німецько-радянської війни перебував у евакуації.
З 1944 року — заступник голови виконавчого комітету, завідувач відділу виконкому Татарбунарської районної ради депутатів трудящих Ізмаїльської області.
Потім — на пенсії у місті Білгороді-Дністровському Одеської області.
Помер 27 травня 1969 року.

## Нагороди
- орден Леніна (23.01.1948);
- Почесна грамота Президії Верховної Ради Української РСР (15.09.1964);
- медалі.

## Вшанування пам'яті
В місті Татарбунари Одеської області, з яким пов'язана трудова діяльність Іустина Батищева, на будинку по вул. Олександра Коваленка (Тимошенко) встановлено меморіальну дошку (демонтована — 31 січня 2025 року).